# Колібрі-шаблекрил рудохвостий
Колі́брі-шаблекри́л рудохвостий (Campylopterus falcatus) — вид серпокрильцеподібних птахів родини колібрієвих (Trochilidae). Мешкає в Андах.

## Опис

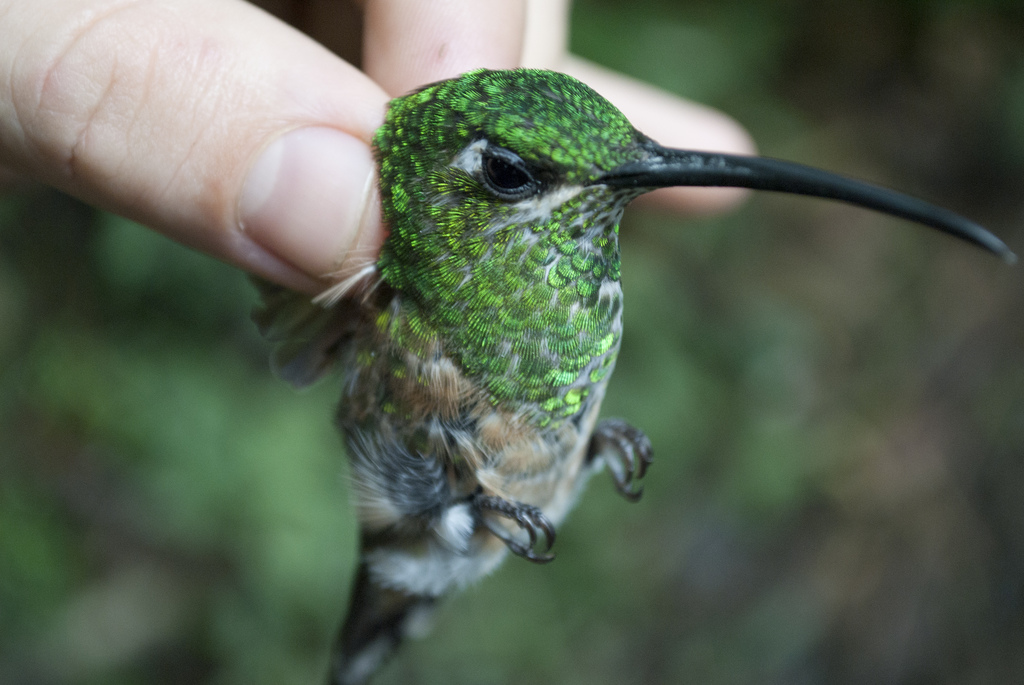
Рудохвостий колібрі-шаблекрил

Довжина птаха становить 11,5-13 см, вага 6,4-8 г. Верхня частина тіла зелена, блискуча, тім'я синювате, за очима білі плями. Горло і груди темно-фіолетово-сині, блискучі. Живіт зелений. Стрижні трьох першорядних махових пер витовщені і сплющені, що надає крилам харатерної форми. Стернові пера рудувато-коричневі, центральні стернові пера мають широкі бронзово-зелені кінчики. Дзьоб чорний, вигнутий. У самиць верхня частина тіла така ж, як у самців, горло блискуче, блакитнувате, решта нижньої частини тіла блідо-сіра з зеленими плямами на боках. Хвіст такий як у самців, однак на центральних стернових перах зелені плями менші.

## Поширення і екологія
Рудохвості колібрі-шаблекрили мешкають в горах Східного хребта Анд в Колумбії і Еквадорі (на південь до Напо), в горах на заході і північному заході Венесуели (від Тачири до Міранди), в горах Сьєрра-де-Періха на кордоні Колумбії і Венесуели та в гірському масиві Сьєрра-Невада-де-Санта-Марта на півночі Колумбії. Вони живуть у вологих і сезонно вологих гірських тропічних лісах, в парамо, в садах і на плантаціях, на висоті від 900 до 3000 м над рівнем моря, у Венесуелі переважно на висоті понад 1200 м над рівнем моря. Живляться нектаром квітів з родини вересових, геліконій, гібісків та інших рослин, а також комахами, яких ловлять в польоті або збирають з рослинності.